# Красная книга Оренбургской области
Красная книга Оренбургской области — официальный документ, содержащий аннотированный список редких и находящихся под угрозой исчезновения животных, растений и грибов Оренбургской области, сведения о их состоянии и распространении, а также необходимых мерах охраны. 

Учреждена распоряжением Администрации Оренбургской области от 9 января 1996 года № 9.

Вторая редакция — распоряжение Администрации Оренбургской области от 26 января 2012 года № 67-п «О Красной книге Оренбургской области».

Третья редакция — постановление Правительства оренбургской области от 16 апреля 2014 года № 229-п «О Красной книге Оренбургской области».

В версии постановления 2014 года включены 330 биологический видов: 40 видов насекомых, 1 вид круглоротых, 12 видов рыб, 2 вида земноводных, 3 вида пресмыкающихся, 2 вида змей, 67 видов птиц, 12 видов млекопитающих, 177 видов различных растений, 14 видов грибов.
Первое издание выпущено в 1998 году Оренбургским книжным издательством.
27.10.2017 года было проведено заседание комиссии по редким и находящимся под угрозой исчезновения видам животных, растений и грибов Оренбургской области. Рассмотрены вопросы, касающиеся внесения изменений в Перечни живых организмов, внесенных в Красную книгу, а также установления такс и методик расчета ущерба, причиненного объектам, занесенным в Красную книгу. В соответствии с  Постановлением Правительства Оренбургской области от 03.09.2018 N 562-п в Красную книгу внесены соответствующие изменения. В последней версии постановления 2018 года в Красную книгу Оренбургской области включены 336 биологических видов: 139 видов животных, 183 вида растений и 14 видов грибов. 
Тестовая версия интернет-сайта Красной книги Оренбургской области размещена по адресу: http://redbook56.orb.ru/

## Издание

### Первое издание. Животные и растения
В издание Красной книги Оренбургской области, вышедшее в 1998 году включены 44 вида сосудистых растений, 31 вид насекомых, 10 видов рыб, 2 — земноводных (гребенчатый тритон и травяная лягушка), 5 — пресмыкающихся (круглоголовка-вертихвостка, веретеница ломкая, разноцветная ящурка, обыкновенная медянка, узорчатый полоз), 51 — птиц и 10 видов млекопитающих.